# Absperrorgan

Schema eines Kugelhahns

Schema eines Geradesitzventils mit kegelförmigem Dichtkörper

Schema eines Membranventils

Ein Absperrorgan ist eine Armatur, die dazu dient, in einer Rohrleitung den Volumenstrom anzuhalten oder durchzulassen. Das Anschlussmaß des Absperrorgans wird durch die Nennweite (NW) in mm und den Nenndruck (ND) in bar angegeben. Es kann als Ventil, Schieber, Klappe oder Hahn ausgeführt sein. Z. B.:
- Absperrschieber
  - Flachschieber
  - Kolbenschieber
- Absperrklappen
  - Ringklappe
- Absperrhähne
  - Kükenhahn in der Sonderform Zapfhahn und als Zweiweghahn
  - Kugelhahn
  - Dreiweg-Drehschieber
  - Quetschhahn
- Ventile
  - Eckventil
  - Geradesitzventil umgangssprachlich oft Wasserhahn genannt
  - Membranventil
  - Schlauchquetschventil

Nach Funktion:
- Sicherheitsabsperrventil
- Thermisch auslösende Absperreinrichtung
- Erstabsperrung
- Hauptabsperreinrichtung